# Thân vương quốc Moskva
Thân vương quốc Mátxcơva, (tiếng Nga: Великое княжество Московское, đã Latinh hoá: Velikoye knyazhestvo Moskovskoye), hoặc Muscovy là một công quốc Rus' cuối thời trung cổ lấy Moskva làm trung tâm,  và là quốc gia tiền thân của Sa quốc Nga ở thời cận đại. Nó được cai trị bởi vương triều Rurik, những người đã cai trị Rus 'kể từ khi thành lập Novgorod vào năm 862.Ivan III Đại đế tự xưng là Sovereign và Đại công tước của toàn bộ Rus' (государь и великий князь всея Руси)' .
Nhà nước bắt nguồn từ sự cai trị của Aleksandr Nevsky thuộc vương triều Rurik, khi vào năm 1263, con trai của ông là Daniil I được bổ nhiệm cai trị Công quốc Moscow mới được thành lập, là một nước chư hầu của Đế quốc Mông Cổ (dưới Tatar Yoke), và điều này đã lấn át và cuối cùng thâu tóm công quốc mẹ của nó là Vladimir-Suzdal vào khoảng những năm 1320. Sau đó tiêu diệt và chiếm lấy Cộng hòa Novgorod vào năm 1478 và chiếm Thân vương quốc Tver vào năm 1485 và vẫn là một nước chư hầu của Kim Trướng Hãn Quốc cho đến năm 1480, mặc dù thường xuyên có các cuộc nổi dậy và các chiến dịch quân sự thành công chống lại người Mông Cổ, chẳng hạn như cuộc chiến Dmitri Donskoi vào năm 1380.
Muscovites, Suzdalians và hững cư dân khác của công quốc Rus' đã có thể duy trì các truyền thống Slavic, ngoại giáo và Chính thống của họ phần lớn dưới Tatar Yoke.
Ivan III tiếp tục củng cố nhà nước trong suốt 43 năm trị vì của mình, chiến dịch chống lại đối thủ lớn còn lại của mình, Đại công quốc Lithuania, và đến năm 1503, ông đã tăng gấp ba lần lãnh thổ của vương quốc mình, lấy danh hiệu sa hoàng và xưng là "Người thống trị tất cả Rus' ". Bằng cuộc hôn nhân của mình với Sophia Palaiologina, cháu gái của Constantine XI Palaiologos, Hoàng đế Byzantine cuối cùng, ông tuyên bố Muscovy là nhà nước kế vị của Đế chế La Mã, "Rome thứ ba".Sự nhập cư của những người Byzantine đã ảnh hưởng và củng cố bản sắc của Moscow với tư cách là người thừa kế các truyền thống Chính thống giáo. Người kế vị của Ivan là Vasili III cũng thành công về mặt quân sự, giành được Smolensk từ Lithuania vào năm 1512 và đẩy biên giới của Muscovy đến sông Dniepr.Con trai của Vasili là Ivan IV (sau này được gọi là Ivan Bạo chúa) là một đứa trẻ sinh ra sau cái chết của cha mình vào năm 1533. Ông lên ngôi năm 1547, phong tước hiệu sa hoàng cùng với việc tuyên bố là Sa hoàng của Nga (tiếng Nga: Царство Русcкое, Tsarstvo Russkoye). Đại công quốc Moskva mở rộng bằng những cuộc chinh phục và sáp nhập với diện tích từ 20.000 km² vào năm 1300 đến 430.000 km² trong năm 1462, 2,8 triệu km² trong năm 1533 và 5,4 triệu km² vào năm 1584.

## Tên gọi

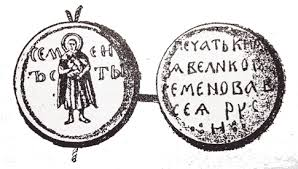
Con dấu của Simeon the Proud (1340s), ghi: "Con dấu của Đại công tước Simeon của tất cả Rus' "

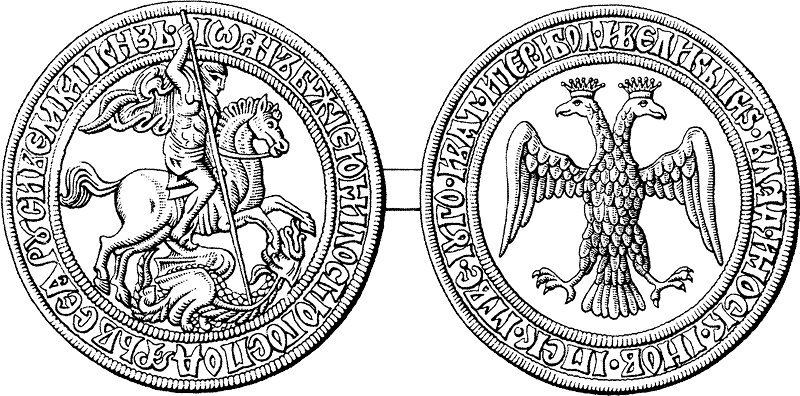
Con dấu của Ivan III Đại đế (những năm 1490), có nội dung: "Ioan (John), bởi ân điển của Chúa, Đấng tối cao của tất cả Rus 'và Đại công tước"

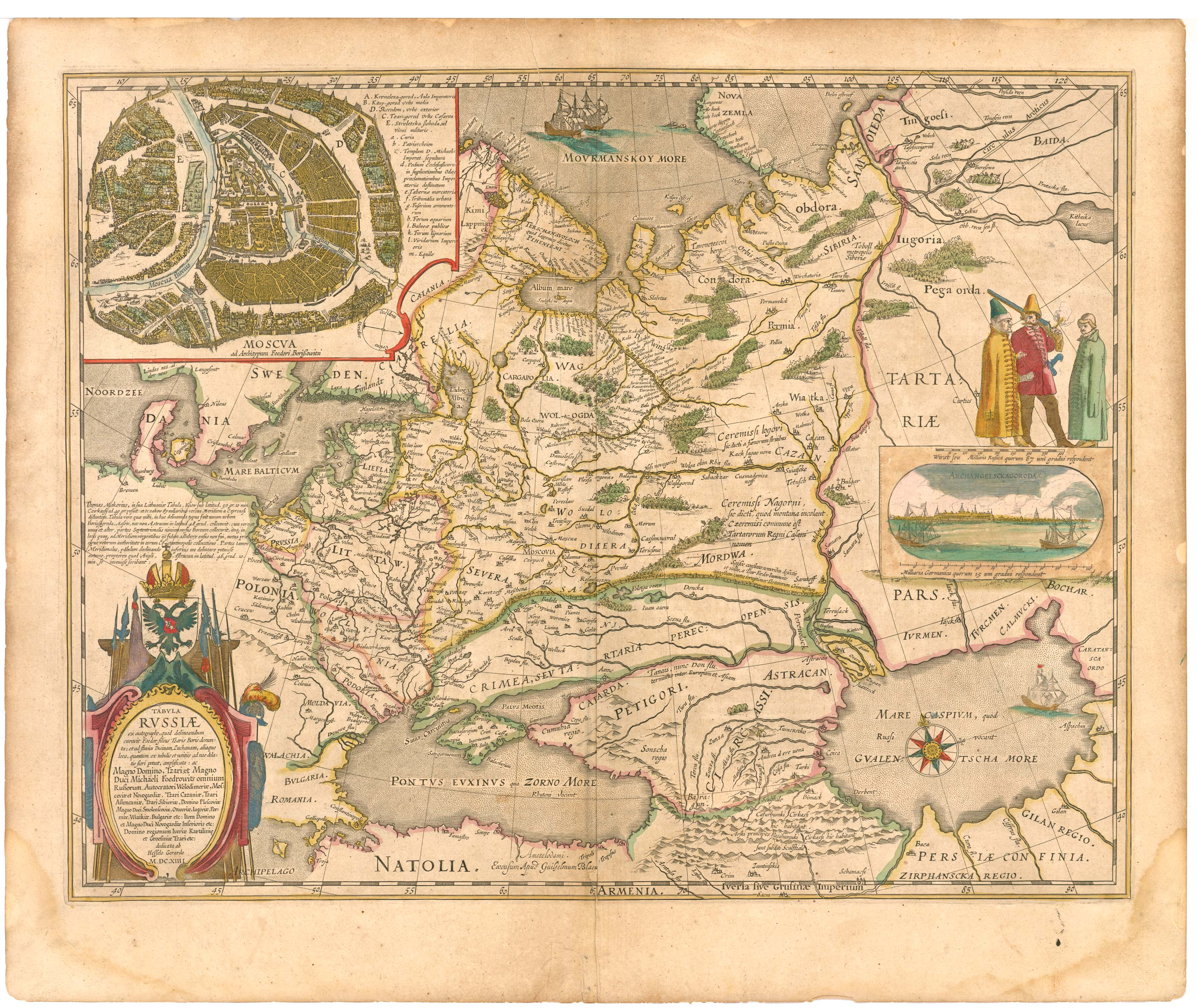
Bản đồ nước Nga của Blaeu (1645); Moscovia là Moscow và các vùng phụ cận

Các tên tiếng Anh Moscow và Muscovy, cho thành phố, công quốc và dòng sông, bắt nguồn từ tiếng Latinh hậu cổ điển Moscovia (Mạc Tư Ca Mạt Á), Muscovia (so sánh Moskoviya của Nga, "principality of Moscow"),và cuối cùng từ Tiếng Slav Đông cổ với cách phát âm đầy đủ Московь, Moskovĭ (xem thêm tại Moscow: Etymology).Trong tiếng Latinh, công quốc Moscow cũng được gọi trong lịch sử là Ruthenia Alba.
Như với nhiều quốc gia thời trung cổ, đất nước không có tên "chính thức" cụ thể, mà là các chức danh chính thức của người cai trị. "The Công tước (Knyaz) Moscow" (Московский князь, Moskovskiy knyaz) "Sovereign of Moscow" (Московский государь, Moskovskiy gosudar) là những tiêu đề ngắn phổ biến. Sau khi thống nhất với Công quốc Vladimir vào giữa thế kỷ 14, các công tước của Mátxcơva có thể tự gọi mình là "Công tước của Vladimir và Mátxcơva", vì Vladimir lớn tuổi hơn nhiều so với Mátxcơva và "có uy tín" hơn nhiều trong hệ thống phân cấp tài sản. mặc dù nơi ở chính của các công tước luôn ở Moscow. Để cạnh tranh với các công quốc khác (đặc biệt là Thân vương quốc Tver) các công tước Moscow cũng tự xưng là "Đại công tước", khẳng định vị trí cao hơn trong hệ thống cấp bậc của các công tước Nga. Trong quá trình mở rộng lãnh thổ và các vụ mua lại sau đó, tiêu đề đầy đủ trở nên khá dài. Tuy nhiên, trong các tài liệu thông thường và trên con dấu, nhiều tên viết tắt khác nhau đã được áp dụng: "(Đại) Công tước Moscow", "the Sovereign of Moscow",  "Đại Công tước của toàn Rus'" (Великий князь всея Руси, Velikiy knyaz vseya Rusi), "the Sovereign of all Rus'" (Государь всея Руси, Gosudar vseya Rusi), hay đơn giản là Đại Công Tước" (Великий князь, Velikiy knyaz) hay"the Great (or Grand) Sovereign" (Великий государь, Velikiy gosudar).